# Skleromyxödem
Das Skleromyxödem ist eine sehr seltene Hautkrankheit, eine schwere Verlaufsform des Lichen myxoedematosus mit flechtenartigen Papeln und flächiger Verdickung und Verhärtung der Haut (Pachydermie).
Synonyme sind: Arndt-Gottron-Syndrom; Generalisierter papulärer und sklerodermoider Lichen myxoedematosus; Muzinose, lichenoide papuläre, generalisierte Variante; Scleromyxödem; Skleromyxoedem
Die Namensbezeichnung bezieht sich auf Georg Arndt und Heinrich Gottron, von dem die Erstbeschreibung aus dem Jahre 1954 stammt.

## Verbreitung
Die Häufigkeit ist nicht bekannt, meist beginnt die Erkrankung zwischen dem 40. und dem 60. Lebensjahr.

## Ursache
Die Ursache ist nicht bekannt, in über 90 % liegt eine monoklonale Paraproteinämie vor.

## Klinische Erscheinungen
Klinische Kriterien sind:
- sklerodermieartiges Bild
- hyperpigmentierte Pachydermie
- lichenartige Papeln in den Hautlinien in Gesicht, Glabella, Nacken, Arme, Hände und am Körperstamm
- Arteriosklerose in den Nieren und Koronargefäßen
- Lungenfibrose
- Periphere Neuropathie
- Ösophagusmotilitätsstörungen

## Differentialdiagnose
Abzugrenzen sind:
- Sklerodermie
- Nephrogene systemische Fibrose
- Skleroedema adultorum
- Eosinophile Fasziitis
- prätibiales Myxödem
- andere Muzinose